# Live Free or Die

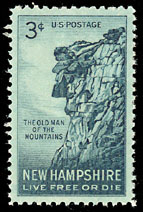
O lema num selo de Nova Hampshire de 1955

"Live Free or Die" é o lema oficial do estado de Nova Hampshire, nos Estados Unidos da América. Foi adoptado pelo estado em 1945. É talvez o mais conhecido de todos os lemas estaduais dos Estados Unidos, em parte por que fala de uma assertiva independência historicamente encontrada na filosofia política norte-americana, e também pelo contraste com os sentimentos menos arrojados que são expressos por outros lemas estaduais.